# USS Enterprise (NCC-1701)
 (novembre 2024).
Cet article concerne le premier vaisseau USS Enterprise de l'univers de Star Trek. Pour les vaisseaux homonymes de Star Trek, voir Enterprise (Star Trek). Pour les autres significations, voir Enterprise.
L'USS Enterprise NCC-1701 est un vaisseau spatial imaginaire appartenant à l'univers de Star Trek. Il est le premier (par ordre de parution à l'écran) d'une lignée de vaisseaux, les Enterprise, apparue au fil des films et séries télévisées. Son capitaine le plus célèbre est sans conteste James T. Kirk, mis en scène dans la série télévisée initiale en 1966. Le concepteur et dessinateur du vaisseau fut Matt Jefferies, directeur artistique de la série télévisée.

## Caractéristiques
L'Enterprise est construit essentiellement pour l'exploration spatiale bien qu'il soit bien armé, la classe Constitution dont il fait partie étant la plus puissante de Starfleet lors de sa mise en service. Il compte 23 ponts et 14 laboratoires scientifiques. Il possède aussi un hangar logeant deux navettes et qui est situé à l'arrière de la section de propulsion. L'Enterprise possède aussi un téléporteur capable de dématérialiser et de rematérialiser des objets et des personnes d'un vaisseau à un autre ou d'un vaisseau à une planète. La sobriété des murs et cloisons laisse suggérer au téléspectateur une grande avance technologique.
L'Enterprise se véhicule à une vitesse subluminique grâce à un réacteur nucléaire de 93 mégatonnes qui lui donne un pouvoir d'impulsion (ou impulse power). Ce système permet au vaisseau d'effectuer ses manœuvres orbitales et de naviguer dans l'espace restreint d'un système planétaire. Même en mode dormant, le réacteur fournit l'alimentation électrique du vaisseau tout en activant le système de gravité artificielle.
Pour parcourir les distances interstellaires, l'Enterprise utilise non pas la vitesse supraluminique mais plutôt un mode gravitationnel qui a pour effet de réduire la distance entre les points de départ et de destination en « pliant » le tissu spatial autour du vaisseau par le biais d'un sub-espace artificiel, d'où le nom de distorsion. Ce système de propulsion permet de réduire les distances intersidérales sans les effets bien réels sur les humains de l'accélération et de la dilatation du temps. Lors d'un déplacement en distorsion, l'horloge à bord de l'Enterprise et celles des points de départ et de destination donnent la même heure.
L'Enterprise n'utilise pas de carburant. Son moteur fonctionne par la combinaison de la matière (du deutérium gazeux) avec de l'antimatière à l'intérieur d'un caisson protégé intérieurement par un champ magnétique. La formidable énergie créée par ce mélange est contrôlée par des cristaux de dilithium permettant de régler la vitesse exponentielle du vaisseau. Pour éviter la collision avec des débris spatiaux, l'Enterprise dispose d'un bouclier déflecteur qui les dévie telle la lame d'un bulldozer. Il est situé sur la partie avant de la partie propulsive du vaisseau, et ressemble à un énorme radar.
Le moteur Warp de l'Enterprise actionne également un générateur (main energizer) qui alimente l'armement défensif et offensif du vaisseau. Outre son déflecteur, deux boucliers (ou shields) protègent l'Enterprise des tirs ennemis, mais ils peuvent faiblir si les tirs sont trop puissants ou trop soutenus. Si le générateur flanche, le vaisseau se retrouve sans défense. L'armement offensif est composé de deux batteries de faisceaux lasers (ou phasers) et d'un tube lance-torpilles photoniques (photon torpedoes) plus destructrices que les faisceaux, surtout à moins de 5 000 km de la cible. De surcroît, le déflecteur de débris peut être utilisé pour concentrer dans un court instant toute la puissance énergétique du vaisseau sur un ennemi. Cependant, il s'agit d'une situation de dernier recours, très dangereuse.
En 2270, il est complètement refondu et prend le nom d'USS Enterprise (NCC-1701-Refonte).
Le sigle USS signifie United Star Ship ou United Space Starship selon les sources. On ne peut cependant pas écarter la référence cachée avec la signification United States Ship, faisant référence à l'USS Enterprise, nom de plusieurs navires de la marine américaine. D'ailleurs, dans le film Star Trek (1979, Robert Wise), le capitaine Decker montre une galerie de photos des différents navires qui ont porté le nom Enterprise, plaçant le vaisseau spatial dans la lignée des différents navires de l'US Navy.
L'Enterprise original sera détruit par autodestruction en 2285, initiée par le capitaine Kirk pour sauver Spock sur la planète Genesis dans le film Star Trek 3 : À la recherche de Spock.
Un nouvel Enterprise est mis en service, toujours en 2285, et apparait dans les trois films suivants sous le matricule NCC-1701-A.
Dans l'univers parallèle, créé de par les événements se passant dans Star Trek (2009), l'USS Enterprise NCC-1701 est construit au sol dans un chantier de l’Iowa alors que dans la série originale, le vaisseau est construit dans l'espace.
Dans Star Trek : Sans Limites, le vaisseau USS Enterprise est attaqué par une multitude de petits vaisseaux qui forment un essaim à la manière des abeilles. Cet essaim transperce le vaisseau à plusieurs endroits, le laissant à la dérive dans l'espace et l'amenant à s'écraser..
Plus tard, l'équipage quitte une station à bord du nouveau vaisseau USS Enterprise (NCC-1701-A).
Située à bord de l'Enterprise original, la salle de divertissement, premier concept du holodeck, est montrée dans l'épisode Pratical Jocker (Le farceur) de la série animée.
Sa popularité fut telle que son nom a été choisi pour être celui de la première navette spatiale américaine.

## Capitaines de l'Enterprise
- Robert April
- Christopher Pike
- James T. Kirk
- Jean Luc Picard
- Willard Decker
- Spock